# 固定ビットレート
固定ビットレート（こていビットレート、英: constant bitrate, CBR）は、電気通信におけるQuality of Serviceに関連する用語。対義語として可変ビットレートがある。
コーデックにおいて、固定ビットレートのエンコードとは、コーデックの出力データの消費されるべきレート（速度）が一定であることを意味する。容量に制限のある通信路では最大ビットレートが通信路の容量を超えないようにする必要があるため、CBRはマルチメディアコンテンツのストリーミングに適しており、容量ぎりぎりまで利用することができる。複雑な部分に十分なデータを割り当てず品質や音質が低下する反面、単純な部分ではデータを無駄に使うため、CBRは情報を保存する用途には適さない。
複雑な部分に十分なデータを割り当てないという問題は、ビットレートを高く設定することで回避できる（例えば、256kbit/sあるいは320kbit/s）。そうすることで常に十分なビットが割り当てられるが、総転送データ量はビットレートに比例して大きくなり負荷がかかりやすくなる。
ハフマン符号や連長圧縮などの符号の多くは可変長符号を生成するため、完全なCBRを実現することは難しい。これは量子化精度を可変にすることである程度解決でき、生成された有意なビット列が短い場合には固定長の長さまで空ビットを補うパディングを行うことで完全に解決する。ただし、CBRと言った場合、16ビットの音声標本を全て8ビットに削減するような単純な方法を含意している。